# Гамбаров, Эльшан
Эльша́н (Эльхом) Гамба́ров (азерб. Elşən Qəmbərov; 30 октября 1972, Баку, Азербайджанская ССР, СССР) — азербайджанский футболист. Выступал за сборную Азербайджана.
Закончил Дагестанский педагогический институт.

## Биография
Начал выступать на профессиональном уровне в 1990 году в клубе 2-й лиги МЦОП-Термист (Баку).
С 1992 года выступал в чемпионате Азербайджане по футболу. В конце сезона приглашен в Нефтчи (Баку), провел 12 игр за клуб.
В 1993 переезжает в Россию, играл за клубы «Анжи» и «Динамо» (Махачкала). В 1994 вернулся в Азербайджан, играл за клуб «Туран», «Бакы Фехлеси», «Бакылы».
В 1998 уехал играть в Узбекистан, принял приглашение клуба «Навбахор». Несмотря на то, что играл довольно успешно — забил 7 мячей в 15 играх, в 1999 вернулся в «Нефтчи» (Баку).
С 2000 года снова в Узбекистане, играл за «Динамо» (Самарканд) и «Навбахор». В 2001 году просматривался российским клубом «Торпедо-ЗИЛ», но в итоге игрок вернулся в Узбекистан.
Во 2-й половине 2002 переехал в Казахстан, где выступал за клуб «Есиль-Богатырь».
В 2003 провел 4 игры за узбекский «Машъал», после чего снова вернулся в «Нефтчи» (Баку). За клуб играл два сезона. В 2005 году, выражая несогласие с решением наставника Агасалима Мирджавадова заменить его во втором тайме, сорвал с себя футболку «Нефтчи» и в ярости бросил её в сторону. После этого за «Нефтчи» больше не играл.
В 2005 перешёл в «Кяпаз» (Гянджа), но в зимнее межсезонье 2005/06 перешёл в «Олимпик» (Баку). В 2007 снова играл в Узбекистане, теперь уже за «Шуртан». В июле 2007 перешёл в «Симург», с которым заключил полугодичный контракт. В начале 2008, по семейным обстоятельствам, перешёл в узбекский клуб «Динамо» (Самарканд) на условиях годового контракта.
В середине 2008 вновь вернулся в Азербайджан, играл за ФК «Баку».
С 2009 года живёт в Нью-Йорке и является главным тренером функционирующего там футбольного клуба «Черноморец». Одновременно Гамбаров работает в детском футболе и выступает в различных турнирах среди ветеранов, организуемых в США.
С 1998 по 2001 играл за сборную Азербайджана, участвовал в отборочных играх Чемпионата Европы. Всего провел 12 игр в составе сборной.

## Достижения
- 3-кратный чемпион Азербайджана (1992, 2003/04, 2004/05), бронзовый призёр чемпионата Азербайджана (1998/99) (в составе «Нефтчи»).
- 2-кратный обладатель Кубка Азербайджана: 1998/99[7], 2003/04 (в составе «Нефтчи»)
- Обладатель Кубка Узбекистана: 1998 (в составе «Навбахора»)
- Бронзовый призёр чемпионата Узбекистана: 1998 (в составе «Навбахора»)
- Серебряный призёр Кубка Содружества: 2005 (в составе «Нефтчи»)
- Финалист Кубка Узбекистана 2000[8] (в составе «Динамо» Самарканд)